# Compte d'épargne libre d'impôt
Pour les articles homonymes, voir Celi (homonymie).
Le compte d'épargne libre d'impôt (acronyme: CELI) est un type de compte d'épargne au Canada et en Afrique du Sud. À partir de ce compte, un titulaire peut faire différents placements à l'abri de l'impôt, soit de l’argent comptant, des fonds communs de placements, des titres financiers cotés en bourse, des certificats de placements garantis (CPG), des obligations ou certaines actions de sociétés exploitant une petite entreprise.

## Au Canada
Depuis sa création le 2 janvier 2009, les citoyens possédant un numéro d’assurance sociale (NAS) valide et sont âgés de 18 ans et plus peuvent cotiser à cet outil d’épargne libre d’impôt. Le CELI permet aux citoyens de produire un revenu à partir de placements à l’abri de l’impôt. Les cotisations à un CELI ne sont pas déductibles d’impôt sur le revenu. Les revenus créés à l’intérieur du CELI et les montants retirés sont toutefois exempt d’impôt et n’ont aucune incidence sur les prestations gouvernementales déterminées par le revenu, tels que la Sécurité de la vieillesse, la prestation pour frais médicaux et le crédit d’impôt pour personnes handicapées. Il n’y a aucune restrictions quant à l’utilisation des fonds investis et au nombre de comptes qu’une même personne peut posséder. 
La paternité de cet abri fiscal revient au Ministre des Finances conservateur Jim Flaherty qui en a fait l’annonce dans le budget du 26 février 2008 pour l’année budgétaire 2008-2009. Le CELI vise à compléter les autres régimes d’épargne enregistré, soit le REER, le RPA (régime de pension agréé) et le REEE (régime enregistré d’épargne-études). Il fait partie d’une série de mesures gouvernementales visant à encourager l’épargne chez les Canadiens et à contrer les effets de la crise économique imminente.

### Règles encadrant le CELI canadien
Afin d’ouvrir un compte CELI et d’y cotiser, il faut respecter certains critères. Le titulaire du compte doit être âgé de plus de 18 ans lors de l’ouverture du compte et posséder un numéro d’assurance sociale (NAS) valide. À partir de 18 ans, les droits de cotisations inutilisés chaque année se cumulent et peuvent être utilisés au cours des années futures. Tout dépassement de la limite de cotisation occasionne une pénalité de 1% du montant excédent par mois. Un citoyen qui avait 18 ans au 1er janvier 2009, répondant aux critères d’admissibilité et n’ayant jamais cotisé à un CELI peut cotiser jusqu’au total des droits de cotisations accumulés, soit 75 500$ en 2021.
Depuis sa création, les droits de cotisations ont changé plusieurs fois. De 2009 à 2012, ils sont de 5 000$. En 2013 et 2014, ils sont de 5 500$. En 2015, ils sont augmentés à 10 000$, mais le montant redescend pour les années 2016 à 2018 à 5 500$. Depuis 2019, les droits de cotisations annuels sont de 6 000$. Pour le déterminer, le plafond de cotisation annuel est indexé à l’indice des prix à la consommation et arrondi au multiple de 500$ le plus proche. Ces droits de cotisations peuvent être transférés à l’époux ou conjoint de fait du titulaire, mais tout gain issu de ce montant ne lui sera attribué. Si le titulaire ajoute des cotisations excédentaires, un impôt de 1% s’appliquera à chaque mois sur le montant excédentaire.
En 2018, le nombre de titulaires d’au moins un CELI était de 14 691 280 personnes, pour un taux d’environ 49% par rapport à la population totale éligible.

## En Afrique du Sud
Depuis le 1er mars 2015, cet instrument financier devient disponible aux résidents de l'Afrique du Sud âgés de 18 ans et plus. Comme dans le cas canadien, le CELI sud-africain permet aux citoyens de gagner un revenu de placement sans être assujetti aux impôts sur les revenus de placement.

### Résumé des règles régissant le CELI sud-africain
(novembre 2019).
- Les résidents sud-africains âgés de 18 ans et plus peuvent cotiser jusqu'à 33 000 rands par année dans un CELI (limite annuelle portée en 2020 à 36 000 rands)
- La limite de cotisation à vie dans un CELI est de 500 000 rands.
- Le revenu de placement généré par un CELI n'est pas imposé.
- La totalité d'un CELI peut être transféré d'une institution financière à une autre, sans frais, jusqu'à deux fois par année.
- Toute contribution inutilisée ne peut être reportée à une année ultérieure.
- Toute somme précédemment retirée d'un CELI qui est subséquemment réinvestie dans un CELI est comptée comme une nouvelle cotisation.
- Un compte existant de placement ne peut être désigné en tant que CELI.
- Les parents peuvent investir au nom d'un enfant, qui utilisera alors ses propres limites de cotisation.
- Un CELI ne peut être utilisé à titre de compte courant.
- Toute contribution excessive à un CELI est assujettie à une pénalité de 40 %.